# Безхребетний (фільм)
Безхребетний (англ. Spineless) — короткометражний фільм австралійського кінорежисера Алекса Пройаса.